# Erkki Mallenius
Erkki Aarno Mallenius (Lappeenranta, 12 gennaio 1928 – Pori, 2 luglio 2003) è stato un pugile finlandese.

## Palmarès

### Olimpiadi
- Bronzo a Helsinki 1952 nei pesi superleggeri.